# 加拿大足球錦標賽
加拿大足球錦標賽（法語：Championnat canadien）是加拿大的國內男子足球盃賽，由加拿大足球協會組織。勝出的球隊將代表加拿大出戰中北美洲及加勒比海聯賽冠軍盃。

## 歷史
從1992年加拿大足球聯賽解散開始，到2019年加拿大超級足球聯賽開賽為止，加拿大並沒有自己的職業足球聯賽，所有職業球隊都只能參加美國聯賽。但美國足協並不允許參加美國聯賽的加拿大球隊參加美國盃賽，因此加拿大球隊基本上無法晉級中北美洲及加勒比海聯賽冠軍盃。
2008年，中北美洲及加勒比海足球協會藉著聯賽冠軍盃改制的機會，重新為加拿大職業球隊預留一個小組賽席位。這也是自1976年以來，第一次有加拿大球隊參加中北美聯賽冠軍盃。為了決定這個席位的歸屬，加拿大足協開始舉辦加拿大足球錦標賽。

## 賽制
加拿大足球錦標賽自2008年首次舉辦以來，賽制經過多次改革。

### 2008~2010
前三屆加拿大足球錦標賽的賽制為主客場雙循環制，並以淨勝球數量分勝負。

### 2011~2013
2011年，為了讓新成立的FC愛民頓參加錦標賽，加拿大足協將錦標賽賽制改為主客場淘汰制。

### 2014~2017

2017年使用的十週年紀念標誌。

2014年，渥太華暴怒從業餘球隊轉型為職業球隊。加拿大足協以美國足協的聯賽分級為基準，改革了錦標賽的賽制：
- 第一輪：三支美職聯球隊自動輪空，兩支北美足球聯賽球隊通過主客場比賽爭奪晉級席位。
- 第二輪：四支球隊通過主客場淘汰賽爭奪總決賽席位。
- 第三輪：總決賽。

### 2018
2018年，加拿大足球錦標賽第一次向半職業球隊敞開大門。具體賽制為：
- 採用主客場制。第一、第二輪分別會有一支球隊晉級下一輪，第三輪則有兩支球隊晉級。
- 如果兩回合總比分打平，則以作客入球決定晉級球隊。

| 第一輪 | 布蘭維爾 (魁北克聯賽) | 歐克維爾藍魔鬼 (安大略聯賽) | —                  | —               | —                 | —               |        |        |
| 第二輪 | 從第一輪晉級的球隊    | 從第一輪晉級的球隊          | 渥太華 (美足聯)    | —               | —                 | —               |        |        |
| 第三輪 | 從第二輪晉級的球隊    | 從第二輪晉級的球隊          | 從第二輪晉級的球隊 | 多倫多 (美職聯) | 蒙特利爾 (美職聯) | 溫哥華 (美職聯) |        |        |
| 第四輪 | 總決賽                | 總決賽                      | 總決賽             | 總決賽          | 總決賽            | 總決賽          | 總決賽 | 總決賽 |

### 2019
2019年，加拿大超級足球聯賽（加超聯）成立，成為加拿大的第一級職業聯賽。加拿大足協為此重新制定了加拿大錦標賽的賽制：
- 參賽球隊包括加超聯所有球隊、美職聯、美足聯所有加拿大球隊（預備隊除外）、安大略甲級聯賽衛冕冠軍和魁北克超級足球聯賽衛冕冠軍。
- 採用主客場制。第一、第二、第三輪分別會有三支球隊晉級下一輪。

- 如果兩回合總比分打平，則以作客入球決定晉級球隊。
- 如果兩隊作客入球相同，則馬上以點球大戰決定勝負，不進行加時賽。

- 根據加拿大足協的解釋，愛民頓、哈密爾頓和溫尼伯享受第一輪輪空的待遇，是因為它們的球團在加超聯獲得足協承認以前就已經是足協的企業成員。

| 輪次   | 參賽球隊              | 參賽球隊               | 參賽球隊               | 參賽球隊               | 參賽球隊               | 參賽球隊               |
| ------ | --------------------- | ---------------------- | ---------------------- | ---------------------- | ---------------------- | ---------------------- |
| 第一輪 | 布蘭維爾 (魁北克聯賽) | 卡加利 (加超聯)        | 哈利法克斯 (加超聯)    | 太平洋 (加超聯)        | 旺市 (安大略聯賽)      | 約克 (加超聯)          |
| 第二輪 | 愛民頓 (加超聯)       | 哈密爾頓 (加超聯)      | 溫尼伯 (加超聯)        | 從第一輪晉級的三支球隊 | 從第一輪晉級的三支球隊 | 從第一輪晉級的三支球隊 |
| 第三輪 | 渥太華 (美足聯)       | 蒙特利爾 (美職聯)      | 溫哥華 (美職聯)        | 從第二輪晉級的三支球隊 | 從第二輪晉級的三支球隊 | 從第二輪晉級的三支球隊 |
| 第四輪 | 多倫多 (美職聯)       | 從第三輪晉級的三支球隊 | 從第三輪晉級的三支球隊 | 從第三輪晉級的三支球隊 |                        |                        |
| 第五輪 | 總決賽                | 總決賽                 | 總決賽                 | 總決賽                 |                        |                        |

### 2020
由於COVID-19疫情的影響，2020年的加拿大足球錦標賽被壓縮到只有一場總決賽，對陣雙方分別為加超聯代表和美職聯加拿大球隊代表。而這場總決賽更是一直延遲到2022年6月才成功補辦。

### 2021
2021年7月19日，加拿大足協公佈了2021年錦標賽的賽制：
- 以單場淘汰制取代主客場淘汰制。
- 參加2020年錦標賽總決賽的多倫多FC、哈密爾頓鍛鋼、以及2019年錦標賽冠軍CF蒙特利爾第一輪輪空；而溫哥華白浪則必須從第一輪開始比賽。

| 輪次   | 參賽球隊               | 參賽球隊               | 參賽球隊               | 參賽球隊               | 參賽球隊               | 參賽球隊                  | 參賽球隊               | 參賽球隊               | 參賽球隊               | 參賽球隊               |
| ------ | ---------------------- | ---------------------- | ---------------------- | ---------------------- | ---------------------- | ------------------------- | ---------------------- | ---------------------- | ---------------------- | ---------------------- |
| 第一輪 | 愛民頓 (加超聯)        | 卡加利 (加超聯)        | 太平洋 (加超聯)        | 溫哥華 (美職聯)        | 約克 (加超聯)          | 大師足球學校 (安大略聯賽) | 渥太華 (加超聯)        | 溫尼伯 (加超聯)        | 哈利法克斯 (加超聯)    | 布蘭維爾 (魁北克聯賽)  |
| 第二輪 | 多倫多 (美職聯)        | 哈密爾頓 (加超聯)      | 蒙特利爾 (美職聯)      | 從第一輪晉級的五支球隊 | 從第一輪晉級的五支球隊 | 從第一輪晉級的五支球隊    | 從第一輪晉級的五支球隊 | 從第一輪晉級的五支球隊 | 從第一輪晉級的五支球隊 | 從第一輪晉級的五支球隊 |
| 第三輪 | 從第二輪晉級的四支球隊 | 從第二輪晉級的四支球隊 | 從第二輪晉級的四支球隊 | 從第二輪晉級的四支球隊 | 從第二輪晉級的四支球隊 | 從第二輪晉級的四支球隊    | 從第二輪晉級的四支球隊 | 從第二輪晉級的四支球隊 | 從第二輪晉級的四支球隊 | 從第二輪晉級的四支球隊 |
| 總決賽 | 從第三輪晉級的兩支球隊 | 從第三輪晉級的兩支球隊 | 從第三輪晉級的兩支球隊 | 從第三輪晉級的兩支球隊 | 從第三輪晉級的兩支球隊 | 從第三輪晉級的兩支球隊    | 從第三輪晉級的兩支球隊 | 從第三輪晉級的兩支球隊 | 從第三輪晉級的兩支球隊 | 從第三輪晉級的兩支球隊 |

### 2023
從2023年開始，不列顛哥倫比亞甲級聯賽衛冕冠軍自動晉級加拿大足球錦標賽。

## 獎盃

### 旅行者盃

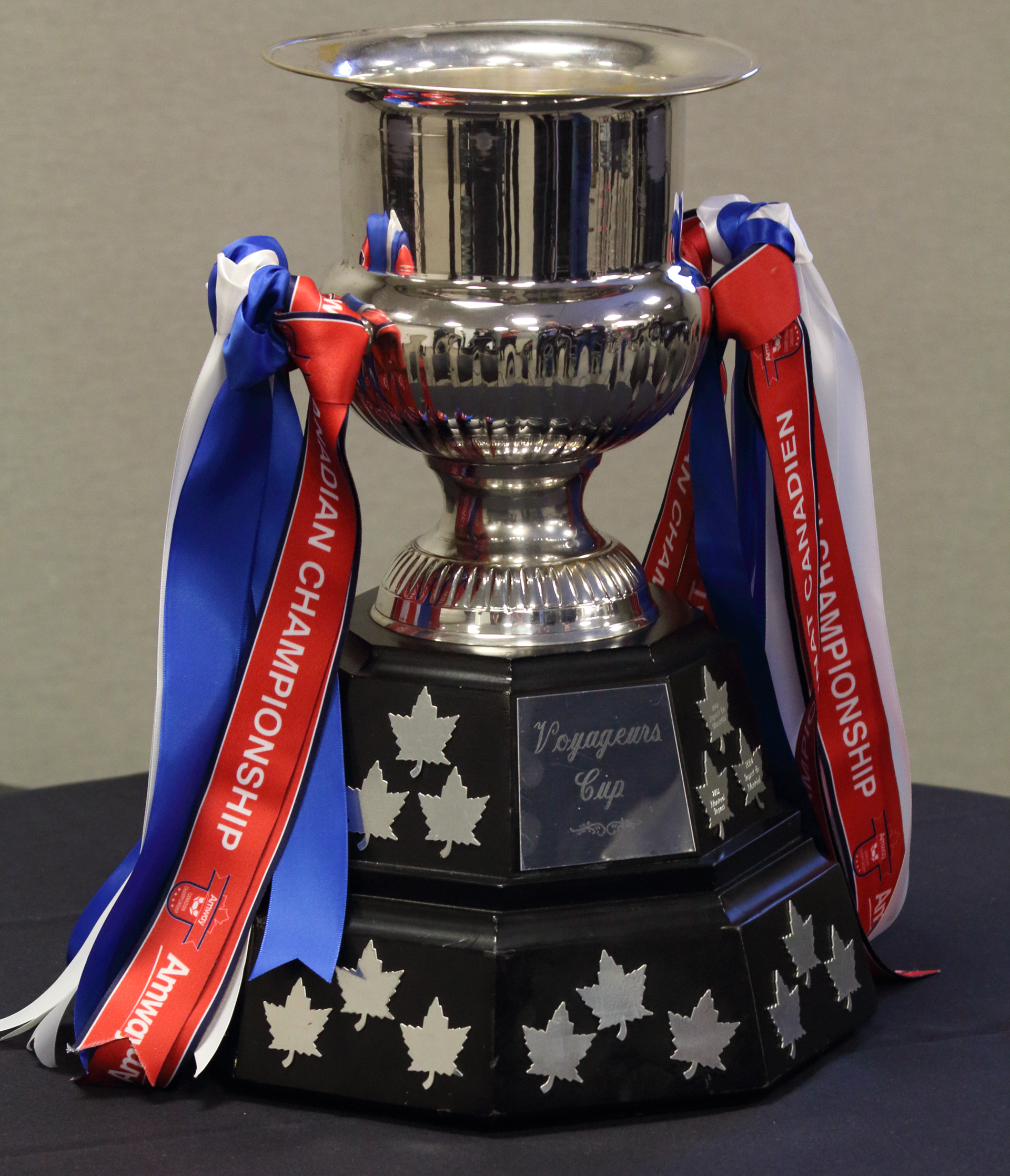
旅行者盃。

加拿大足球錦標賽的冠軍獎盃名為「旅行者盃」（英語：Voyageurs Cup），這個名稱來自加拿大國足的球迷會「旅行者球迷會」。
旅行者盃誕生於2002年，由旅行者球迷會的會員籌款製造，最初是授予在美國足球A級聯賽（今美國足球冠軍聯賽）中相互對戰成績最好的加拿大球隊（包括蒙特利爾衝擊、溫哥華白浪、多倫多猞猁和卡爾加里風暴）。2008年，加拿大足協創辦加拿大足球錦標賽，旅行者盃從此成為加拿大足球錦標賽的冠軍獎盃，所有權也從旅行者球迷會轉移到加拿大足協 。

### 喬治·格羅斯紀念獎盃
喬治·格羅斯紀念獎盃是加拿大足球錦標賽最佳球員的獎盃。這個名稱來自曾任職於《多倫多電訊報》和《多倫多太陽報》的斯洛伐克體育記者尤拉伊·「喬治」·格羅斯。

## 統計數據

### 球隊榮譽
| 球隊         | 奪冠次數 | 奪冠年份                                 |
| ------------ | -------- | ---------------------------------------- |
| 多倫多FC     | 7        | 2009, 2010, 2011, 2012, 2016, 2017, 2018 |
| 蒙特利爾衝擊 | 4        | 2008, 2013, 2014, 2019                   |
| 溫哥華白浪   | 2        | 2015, 2022                               |

### 神射手
| 排名 | 姓名                | 球隊          | 入球 |
| ---- | ------------------- | ------------- | ---- |
| 1    | 塞巴斯蒂安·吉奧文科 | 多倫多        | 6    |
| 1    | 伊格納西歐·皮亞提   | 蒙特利爾      | 6    |
| 2    | 托米·阿梅歐比       | 愛民頓        | 5    |
| 2    | 喬納坦·歐索里歐     | 多倫多        | 5    |
| 2    | 祖斯·艾迪杜里       | 多倫多        | 5    |
| 3    | 卡米洛·桑維佐       | 溫哥華        | 4    |
| 3    | 德韋恩·德·羅沙里奧  | 多倫多        | 4    |
| 3    | 戴瑞爾·佛爾迪斯     | 愛民頓        | 4    |
| 3    | 傑克·麥克因納瑞     | 蒙特利爾      | 4    |
| 3    | 佩德羅·莫拉萊斯     | 溫哥華        | 4    |
| 4    | 查德·巴瑞特         | 多倫多        | 3    |
| 4    | 艾瑞克·阿斯利       | 溫哥華        | 3    |
| 4    | 多尼爾·亨利         | 多倫多/溫哥華 | 3    |
| 4    | 馬伊康·桑托斯       | 多倫多        | 3    |
| 4    | 安蘇·圖爾           | 溫哥華        | 3    |
| 4    | 尼古拉斯·梅斯克伊達 | 溫哥華        | 3    |
| 4    | 凱·卡馬拉           | 溫哥華        | 3    |
| 4    | 喬丹·漢密爾頓       | 多倫多        | 3    |